# Bloemendaal aan Zee
Bloemendaal aan Zee es una ciudad balnearia y un barrio en el municipio Bloemendaal, en la provincia de Holanda del Norte, de los Países Bajos. Se encuentra entre las playas de IJmuiden en el norte y Zandvoort al sur y rodeada por las dunas del Parque nacional de Kennemerland del Sur.
Al igual que Zandvoort, es un popular destino playero. Tiene unos 4,3 kilómetros (2,7 millas) de playas de arena, incluyendo un kilómetro (0,6 millas) de playa nudista. En verano los caminos de Zandvoort y Bloemendaal están ocupados, pero muchos consideran que vale la pena tomar los atascos de tráfico.
En junio de 2007, el Campeonato del Mundo de Freestyle Frisbee se llevó a cabo en la playa de Bloemendaal aan Zee.